# Natalia Oreiro (album)
Natalia Oreiro è il primo album in studio della cantante uruguaiana eponima, pubblicato il 14 luglio 1998.

## Tracce
1. De tu amor – 3:57 (Fernando López Rossi, Pablo Durand)
2. Uruguay – 3:44 (Fernando López Rossi, Pablo Durand)
3. Se pegó en mi piel – 4:09 (Fernando López Rossi, Pablo Durand)
4. Me muero de amor – 3:55 (Claudia Brant, Coti Sorokin)
5. Cambio dolor – 4:05 (Fernando López Rossi, Pablo Durand)
6. Valor – 3:14 (Donato Poveda)
7. Sabrosito y dulzón – 4:00 (Fernando López Rossi, Pablo Durand)
8. Vengo del mar – 3:35 (Fernando López Rossi, Pablo Durand)
9. Huracán – 3:34 (Miguel Orlando Iacopetti, T. Serna, Tito Romeo)
10. Nada más que hablar – 3:22 (Marcelo Wengrovsky, Dany Tomas, Claudia Brant)
11. Y te vas conmigo – 3:31 (Fernando López Rossi, Pablo Durand)

Traccia bonus internazionale
1. Que si, que si – 3:02 (Fernando López Rossi, Pablo Durand)

Tracce bonus nella riedizione del 1999
1. Me muero de amor (2 Effective Remix) – 4:06 (Claudia Brant, Coti Sorokin)
2. Huracán (2 Effective Latin Power Mix) – 3:38 (Miguel Orlando Iacopetti, T. Serna, Tito Romeo)
3. De tu amor (Bianco Mix) – 3:50 (Fernando López Rossi, Pablo Durand)
4. Que si, que si (Little Corp RMX) – 3:24 (Fernando López Rossi, Pablo Durand)
5. Cambio dolor (Pumpin' Dolls Radio Edit) – 3:53 (Fernando López Rossi, Pablo Durand)

## Versioni ufficiali e remix
- Cambio dolor (Pumpin' Dolls Radio Edit) – 3:58
- Cambio dolor (Pumpin' Dolls Pool Party Club Mix) – 6:10
- De tu amor (Pumpin' Dolls Radio Edit) – 3:53
- De tu amor (Pumpin' Dolls Fashion Club Mix) – 7:53
- De tu amor (Bianco Mix) – 3:50
- Huracán (2 Effective Latin Power Mix) – 3:37
- Me muero de amor (2 Effective Remix) – 3:56
- Que si, que si (Little Corp. RMX) – 3:24
- Que si, que si (Long Intro Version) – 3:10
- Caminos – 3:26 – appare nella colonna sonora del film "Un Argentino en New York" (1998)
- 03 03 456 (Duetto con Raffaella Carrà) – 3:21 – appare nella raccolta spagnola di Raffaella Carrà "Fiesta: Grandes éxitos" (1999)